# Javier Amado Suárez
Javier Amado «El Ñato» Suárez Cueva (Donmatías, Antioquia, 3 de septiembre de 1943) es un ciclista de ruta colombiano que compitió durante la década de 1960, ganador de una versión de la Vuelta a Colombia en 1965 y del Clásico RCN en 1965 y 1966.

## Palmarés
- Vuelta a Colombia
  - 1.º en la clasificación general en 1965.
  - 4 subida al podio (3.º en 1962, 2.º en 1966, 1967 y 1968).
  - 10 victorias de etapa en 1962, 1963, 1964, 1965 (5), 1966 y 1967.[2]

- Clásico RCN
  - 1.º en la clasificación general en 1965.
  - 1.º en la clasificación general en 1966.
  - 3 victorias de etapa en 1965, 1966 y 1968.[3]